# Prix lycéen du livre d'histoire
Le Prix lycéen du livre d'histoire, aussi désigné sous le sigle PLLH, est une récompense remise annuellement dans le cadre des Rendez-vous de l'histoire à Blois. Il est fondé en 2020 à l'initiative d'enseignants d'histoire dans l'objectif de faire découvrir aux lycéens et aux étudiants des livres d'histoire sortis l'année précédant chaque édition.

## Histoire

### Fondation
Le Prix lycéen du livre d'histoire est créé par des professeurs d'histoire-géographie. Le Comité fondateur se compose des professeurs Ann-Laure Liéval, Chloé Maurel, Pierre-François Raimond, Judith Rainhorn et Thomas Serrier, d'Olivier Thomas du magazine L'Histoire, et de Jean-Marie Génard, Tristan Lecoq et Hélène Renard. 
Pierre François-Raimond, professeur au lycée Henri IV cofondateur du prix, explique que « si on parle aux élèves avec enthousiasme de livres bien choisis, on peut les amener à les lire et cela leur plaît beaucoup ». Il souhaite faire connaître ces ouvrages aux lycéens dans l'idée de les amener à prendre l'habitude de lire ce type de livre, qu'il juge méritant de plus d'intérêt. Ann-Laure Liéval, professeur au lycée Fénélon à Lille, explique que ce Prix permet de présenter aux lycéens la recherche actuelle en histoire. Elle ajoute qu'il est aussi intéressant d'amener les élèves à argumenter pour leur livre favori,.
Thomas Serrier, professeur à l'université de Lille cofondateur du prix, interviewe aux premiers mois du PLLH Michel Pastoureau, auteur de l'un des cinq livres de la première « short list » de l'histoire du prix.
La fondation du PLLH a lieu en collaboration avec Jean-Marie Génard, chargé de la coordination des rencontres scolaires dans le cadre des Rendez-vous de l'histoire de Blois, festival au cours duquel a lieu la remise de plusieurs prix liés à l'historiographie, et donc naturellement le PLLH aussi,.

### Édition de 2020
Les cinq livres sélectionnés pour la première édition du prix sont, :
- Romain Bertrand, Le Détail du monde. L'art perdu de la description de la nature, Paris, Seuil, 2019
- Michel Pastoureau, Jaune. Histoire d'une couleur, Paris, Seuil, 2019
- Patrick Cabanel, La maison sur la montagne. Le Coteau fleuri, 1942-1945, Paris, Albin Michel, 2019
- Véronique Blanchard, Vagabondes, voleuses, vicieuses. Adolescentes sous contrôle de la Libération à la libération sexuelle, Paris, François Bourin, 2019
- Charlotte de Castelnau-L'Estoile, Páscoa et ses deux maris. Une esclave entre Angola, Brésil et Portugal au XVIIe siècle, Paris, Presses universitaires de France, 2019

Cette première édition fait participer 12 lycées : Charles de Gaulle à Rosny, Faidherbe et Fénélon à Lille, Thiers à Marseille, Georges-de-la-Tour à Metz, Jean Aycard à Hyères, Dessaignes à Blois, Descartes à Tours, Henri-IV à Paris, Camille-Guérin à Poitiers, Chateaubriand à Rennes et Saint-Sernin à Toulouse.

### Édition de 2021
Les cinq livres sélectionnés pour la seconde édition du prix sont :
- Hélène Dumas, Sans ciel ni terre. Paroles orphelines du génocide des Tutsi (1994-2006), Paris, La Découverte, 2020.
- Romain Bertrand, Qui a fait le tour de quoi ? L’affaire Magellan, Lagrasse, Verdier, 2020.
- William Chester Jordan, La Prunelle de ses yeux : convertis de l’Islam sous Louis IX, Paris, EHESS, 2020.
- Guillaume Blanc, L’Invention du colonialisme vert, Paris, Flammarion, 2020.
- Camille Fauroux, Produire la guerre, produire le genre : des Françaises au travail dans l’Allemagne national-socialiste, Paris, EHESS, 2020.

Avec cette seconde édition, l'aire concernée par le prix n'est plus seulement française mais est francophone. Le lycée français de Jakarta, en Indonésie, y participe. Il est inclus dans les délibérations de la région Centre-Val de Loire.

### Édition de 2022
Les cinq livres sélectionnés pour la troisième édition du prix sont :
- Omer Bartov, Anatomie d’un génocide. Vie et mort dans une ville nommée Buczaz, Paris, Plein jour, 2021
- Jérémie Foa, Tous ceux qui tombent. Visages du massacre de la Saint Barthélémy, Paris, La Découverte, 2021
- Camille Lefebvre, Des pays au crépuscule. Le moment de l’occupation coloniale (Sahara-Sahel), Paris, Fayard, 2021
- Marie Pierre Rey, Le premier des chefs. L’exceptionnel destin d’Antonin Carême, Paris, Flammarion, 2021
- William Van Andringa, Archéologie du geste. Rites et pratiques à Pompéi, Paris, Hermann, 2021

### Édition de 2023
Les cinq livres sélectionnés pour la quatrième édition du prix sont :
- Pierre-Yves Beaurepaire, Les Illuminati. De la société secrète aux théories du complot, Paris, Tallandier, 2022
- François Da Rocha Carneiro, Une histoire de France en crampons, Bordeaux, Éditions du Détour, 2022
- Lucie Malbos, Le Monde viking. Portraits de femmes et d’hommes de l’ancienne Scandinavie, Paris, Tallandier, 2022
- Andrés Reséndez, Un si étrange pays. Le voyage extraordinaire de Cabeza de Vaca dans l'Amérique indienne, Toulouse, Anacharsis, 2022
- Sylvie Thénault, Les Ratonnades d'Alger, 1956. Une histoire de racisme colonial, Paris, Seuil, 2022

### Édition de 2024
Les cinq livres sélectionnés pour la cinquième édition du prix sont :
- Arthur Asseraf, Le désinformateur. Sur les traces de Messaoud Djebari, Algérien dans un monde colonial, Paris, Fayard, 2023
- Aurélie Damet, Les Grecques. Destins de femmes en Grèce antique, Paris, Tallandier, 2023
- Véronique Dorbe-Larcade, Ahutoru ou l’envers du voyage de Bougainville à Tahiti, Tahiti, Au vent des îles, 2023
- Arnaud Exbalin, La Grande tuerie des chiens. Enquête sur les canicides à Mexico et en Occident, Ceyzérieu, Champ Vallon, 2023
- Anouche Kunth, Au bord de l’effacement. Sur les pas d’exilés arméniens dans l’entre-deux-guerres, Paris, La Découverte, 2023

### Édition de 2025
Les cinq livres sélectionnés pour la sixième édition du prix sont :
- Nicolas Tran, La Plèbe, une histoire populaire de Rome, Paris, Passés composés, 2023
- Bruno Dumézil, Charlemagne, Paris, Presses universitaires de France, 2024
- Serge Gruzinski, Quand les Indiens parlaient latin : La colonisation alphabétique dans l’Amérique du XVIe siècle, Paris, Fayard, 2023
- Sarah Gruszka, Le Siège de Leningrad. Septembre 1941-septembre 1944, Paris, Tallandier, 2024
- Fanny Bugnon, L'Élection interdite : Itinéraire de Joséphine Pencalet, ouvrière bretonne (1886-1972), Paris, Seuil, 2024

## Déroulement
Le comité de présélection est composé d'enseignants, d'universitaires, de chercheurs et de journalistes. Il s'accorde dans le choix de cinq livres sortis dans l'année. Ces livres ne sont pas des synthèses mais présentent des recherches et les trouvailles associées. Ceux qui sont jugés les plus passionnants à lire pour un lectorat non spécialiste sont sélectionnés. Par exemple, chacun de ces livres se compose d'environ 300 pages. La sélection, organisée pour présenter divers sujets et diverses époques, est ensuite annoncée.
Les professeurs qui souhaitent inscrire leurs élèves au prix peuvent remplir un formulaire pour cela, au cours d'une phase qui dure environ les deux mois qui suivent la présentation de la sélection.
Les professeurs des établissements retenus pour participer reçoivent ensuite les cinq ouvrages sous format PDF. Pendant les mois dédiés à la lecture des livres, des rencontres en visioconférence avec les historiens les ayant écrits ont lieu.
Des élèves de lycée et de CPGE lisent alors les cinq livres. Parallèlement, ils débattent entre eux pour choisir un ouvrage à défendre en particulier, lorsqu'ils seront représentés lors des délibérations régionales.
En septembre, la désignation du lauréat a lieu. Elle commence par les jurys régionaux. Chaque établissement envoie deux élèves représentants pour défendre un des livres face aux représentants des autres participants de la région. Un classement régional des cinq livres est défini. Un jury national désigne ainsi le lauréat ensuite. Cette dernière délibération rassemble près d'une trentaine d'élèves du territoire français,.
La remise du Prix lycéen du livre d'histoire au lauréat a lieu en octobre, dans le cadre du festival Les Rendez-vous de l'histoire. Elle a donc lieu en parallèle d'autres décernements de récompenses à d'autres ouvrages d'historiens,.
Cette remise du prix se présente sous la forme d'une rencontre entre des élèves et le lauréat. Cet échange permet à l'historien d'expliquer aux lycéens la démarche d'historien et des choix faits au cours de la rédaction de l'ouvrage désigné,,.

## Lauréats

### 2020
En 2020, Charlotte de Castelnau-L'Estoile obtient le prix pour son livre Páscoa et ses deux maris. Une esclave entre Angola, Brésil et Portugal au XVIIe siècle, Paris, Presses universitaires de France, avril 2019,,.

### 2021

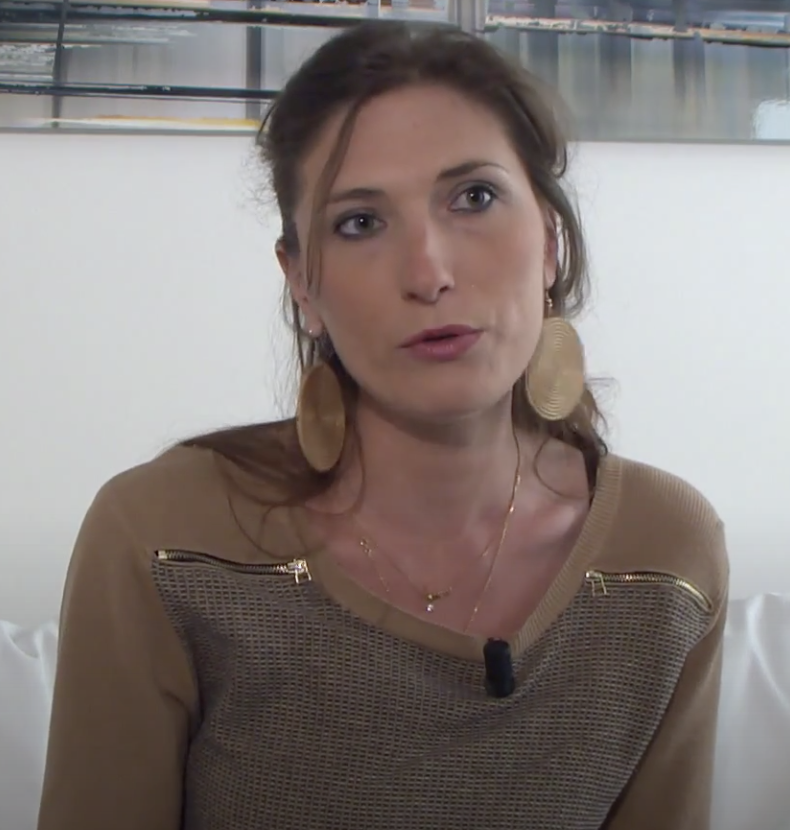
Hélène Dumas, lauréate de la seconde édition du PLLH.

En 2021, Hélène Dumas obtient le prix pour son livre Sans ciel ni terre. Paroles orphelines du génocide des Tutsis (1994-2006), Paris, La Découverte, octobre 2020,.

### 2022
En 2022, Jérémie Foa obtient le prix pour son livre Tous ceux qui tombent. Visages du massacre de la Saint Barthélémy, Paris, La Découverte, septembre 2021.

### 2023
En 2023, Lucie Malbos obtient le prix pour son livre Le Monde Viking, Portraits de femmes et d’hommes de l’ancienne Scandinavie.

### 2024
Arthur Asseraf reçoit le prix en 2024 pour son ouvrage Le désinformateur. Sur les traces de Messaoud Djebari, Algérien dans un monde colonial.

## Accueil
Selon Xavier Mauduit dans l'émission Le Cours de l'Histoire de France Culture, le Prix lycéen du livre d'histoire permet de mettre en avant des livres d'historiens qui peuvent être offerts à des lycéens pour leur faire découvrir la littérature d'histoire, en présentant des livres faciles d'accès et faisant mieux comprendre aux jeunes la complexité de l'histoire tout en les attirant à un genre qu'ils ne lisent généralement pas.

## Postérité
Les lauréates Charlotte de Castelnau-L'Estoile et Hélène Dumas sont interviewées après la réception du prix, qui fait connaître leur livre. Elles donnent d'autres détails au sujet de la place du livre dans leur travail et de ce qu'a demandé sa conception, mais aussi de leur rapport à la visée d'un lectorat jeune, qui fait croître le nombre de lecteurs qui s'intéressent à ces sujets complexes et peu approfondis dans les programmes scolaires selon ces chercheuses,.
La création du Prix lycéen du livre d'histoire inspire celle du Prix du livre de géographie des lycéens et étudiants de CPGE. Dans la même idée que le prix d'histoire, ce prix de géographie vise à faire découvrir aux élèves les écrits sur la discipline, en les faisant voter pour un ouvrage parmi une sélection. Ce prix n'est pas remis aux Rendez-vous de l'histoire mais lors du Festival international de géographie de Saint-Dié. Le Prix du livre de géographie des lycéens et étudiants de CPGE est fondé quelques mois après le PLLH,,.

### Catégories connexes
- Livre d'histoire